# (307616) 2003 QW90
(307616) 2003 QW90 est un objet classique de la ceinture de Kuiper découvert le 23 août 2003 par Marc W. Buie. En 2023, son diamètre était estimé de 400  à   490 km.